# Steven Bradbury
Pour les articles homonymes, voir Bradbury.
Steven Bradbury, né le 14 octobre 1973 à Camden (agglomération de Sydney), est un patineur de vitesse sur piste courte australien. Il devient mondialement célèbre en remportant un titre olympique aux JO de 2002, en partie grâce aux chutes et disqualifications de ses adversaires durant les trois dernières courses, il est alors le premier champion olympique d'hiver de l'hémisphère Sud.

## Carrière sportive

### Débuts internationaux
En 1991, à dix-sept ans, Steven Bradbury remporte le relais aux Championnats du monde de patinage de vitesse sur piste courte 1991 avec Kieran Hansen, Andrew Murtha, Richard Nizielski et John Kah,.
Aux Jeux olympiques de 1992, il participe en tant que remplaçant au relais mais son équipe, victime d'une chute, ne se qualifie pas pour la finale.

### Première médaille olympique et blessures
Aux Jeux olympiques de 1994, Steven Bradbury est considéré comme un des principaux concurrents pour une médaille en individuel. Il est cependant emporté dans les chutes de ses concurrents au 500 mètres et au 1 000 mètres. Il fait néanmoins partie de l'équipe nationale de relais, qui remporte une médaille de bronze.
En 1995, Steven Bradbury chute au cours d'une compétition à Montréal. La lame d'un autre patineur lui traverse le quadriceps et il perd plus de quatre litres de sang en moins d'une minute,. Il lui faut 111 points de suture et dix-huit mois d'arrêt du sport pour s'en remettre.
Remis de sa blessure, il reprend l'entraînement pour se préparer aux Jeux olympiques de 1998, où il rate sa qualification sur toutes les distances.
Fin 2000, il tombe à l'entraînement et se brise deux vertèbres de la nuque. Les médecins qui s'occupent de lui annoncent qu'il ne pourra plus patiner, mais il reprend l'entraînement fin 2001 avec l'intention de participer à une dernière édition des Jeux olympiques. Il affirme plus tard avoir préféré le risque de « tomber et finir [sa] vie dans un fauteuil roulant, ou être coupé par la lame d'un adversaire et mourir » à la frustration de ne pas participer aux Jeux olympiques.

### Les Jeux olympiques de Salt Lake City
Steven Bradbury participe à toutes les distances de la compétition de patinage des Jeux olympiques de 2002, terminant notamment en finale B du 1 500 mètres.
Le 16 février 2002, il arrive troisième de son quart de finale du 1 000 m, ce qui devrait lui valoir une élimination. Or, le Canadien Marc Gagnon est disqualifié pour avoir poussé un adversaire dans le dernier virage, ce qui place Bradbury en deuxième position et lui donne une place en demi-finale. En demi-finale, Bradbury a du retard sur ses concurrents et risque l'élimination, mais une collision entre deux patineurs japonais et sud-coréen lui permet de finir deuxième de sa demi-finale et de se qualifier en finale.
Avant la finale, Steven Bradbury va voir son concurrent Apolo Ohno. À la tête d'une petite entreprise de fabrication de patins, il a fourni son matériel à l'Américain et lui dit, sûr de la victoire de ce dernier : « Si tu gagnes, parle de mes patins ! ».
Cinq patineurs s'affrontent en finale. Steven Bradbury est loin derrière Li Jiajun et Apolo Ohno, qui se battent en tête de peloton. Cependant, ils s'accrochent par accident et tombent tous les deux, emportant Ahn Hyun-soo et Mathieu Turcotte dans leur chute : Bradbury, assez en retrait pour éviter la chute, peut franchir la ligne d'arrivée sans risque et remporte l'or olympique,. Ainsi, Bradbury devient le premier champion olympique d'hiver de l'hémisphère Sud, avec un jour d'avance sur sa compatriote Alisa Camplin au ski acrobatique. Certains spectateurs lui reprochent d'avoir accepté cette médaille qu'ils jugent non méritée, ce à quoi Bradbury répond : « Je n'étais évidemment pas le patineur le plus rapide. Je ne pense pas que je vais accepter cette médaille pour cette course d'une minute et demie que j'ai gagnée. Je vais l'accepter pour la décennie de travail qui m'a amené ici ». Les juges délibèrent longtemps, mais James Hewish, juge-arbitre de la compétition, décide de ne pas annuler les résultats de la course. Sur le podium, il est hué par le public, entre autres parce que l'Américain favori de la course, Apolo Ohno, est tombé dans cette course. L'Américain reçoit six points de suture, tandis que le Canadien Mathieu Turcotte, coupé sur la fesse, ne peut plus s'asseoir pendant plusieurs jours. Ohno et Turcotte sont néanmoins, parmi les quatre concurrents tombés, ceux qui parviennent ensuite à obtenir respectivement les médailles d'argent et de bronze.
Il convient de noter que le fait d'être resté en retrait des favoris en finale n'est pas seulement une preuve d'une vitesse inférieure de la part de Bradbury, il s'agit aussi d'une tactique délibérée élaborée avec son entraîneuse Ann Zhang et le patineur britannique Nicky Gooch. En effet, conscient de ne pas avoir le niveau suffisant pour véritablement lutter contre les favoris, Bradbury exagère sa lenteur relative afin d'atteindre un éventuel podium si deux concurrents se gênent.

## Carrière après le sport

### Sport automobile
Après s'être retiré du patinage, Bradbury s'est dirigé vers le sport automobile, mais sans grand succès. Après s'être classé quatrième de la course de célébrités organisée en marge du Grand Prix d'Australie 2005, il participe en 2006 et 2007 à des championnats de Formule Vee au niveau de l'État du Queensland, se classant sixième à chaque fois. En 2009, il prend part à la manche de Tasmanie de l'Australian Mini Challenge (en) puis à la manche du Queensland Raceway l'année suivante.

### Conférencier inspirationnel
Après les Jeux olympiques de 2002, Steven Bradbury prend sa retraite sportive comme prévu. Il devient conférencier inspirationnel, parcourant le pays pour parler de son expérience,. Il devient en parallèle directeur de l'Institut olympique d'hiver australien en 2002.
En 2005, il publie son autobiographie, intitulée Last Man Standing.
Pendant les Jeux olympiques de 2006, 2010 et 2014, il commente les épreuves de patinage de vitesse sur piste courte à la télévision australienne.
En 2012, Bradbury revend son entreprise de fabrication de matériel de patin et de cyclisme.
Il participe en 2005 à la version australienne de l'émission Danse avec les stars, où il est le premier éliminé.
En mars 2022, il initie le sauvetage de quatre adolescentes de la noyade et est décoré en août 2023 d'un Commendation for Brave Conduct,.

## Palmarès
- Jeux olympiques
  -  Médaille de bronze sur le 5 000 m relais lors des Jeux olympiques 1994 de Lillehammer
  -  Médaille d'or sur le 1 000 m lors des Jeux olympiques 2002 de Salt Lake City.

- Championnats du monde
  -  Médaille d'or sur le 5 000 m relais à Sydney en 1991
  -  Médaille de bronze sur le 5 000 m relais à Pékin en 1993
  -  Médaille d'argent sur le 5 000 m relais à Guildford en 1994

## Postérité

### «Faire une Bradbury»
L'expression « faire une Bradbury » (« doing a Bradbury ») entre dans le vocabulaire courant australien pour parler d'une réussite inattendue, surtout après la publication du livre Last Man Standing. La comparaison avec Bradbury est par exemple utilisée lorsque Mark Webber termine sa première course de Formule 1 à la cinquième place au Grand Prix d'Australie 2002, bénéficiant d'une série d'accidents et d'abandons qui lui permettent de placer sa Minardi dans les points et de marquer les seuls points de l'écurie depuis 3 ans.

### Distinctions
- 2002 : Don Award, prix de la meilleure performance sportive australienne[6]
- 2007 : médaille de l'ordre d'Australie[8]
- 2007 : Temple australien de la renommée sportive[8] (Sport Australia Hall of Fame)
- 2009 : Temple de la renommée sportive du Queensland (Queensland Sport Hall of Fame)
- 2023 : Commendation for Brave Conduct[12]

## Publication
- (en) Gary Smart et Steven Bradbury, Steven Bradbury: Last Man Standing, 2005.  (ISBN 0-9757287-8-4).